# Josep Pausas i Coll
Josep Pausas i Coll (Barcelona, 4 de octubre de 1872-13 de agosto de 1928) fue un arquitecto modernista español. 
Estudió en la Escuela Técnica Superior de Arquitectura de Barcelona, donde se tituló en 1906. Fue arquitecto municipal de Igualada (1911-1928), donde fue autor de las Escuelas del Ateneo Igualadino (1916-1917), la casa Borràs (1916-1917), la Curtiduría Pelfort (1917) y el garaje Hispano Igualadina (1921).
Fue también arquitecto municipal de Vallbona (1913-1928) y Santa Coloma de Queralt (1921-1928).